# وليام هارتسفيلد
ويليام بيري هارتسفيلد الأب (1 مارس 1890 - 22 فبراير 1971)، كان سياسيًا أمريكيًا شغل منصب العمدة التاسع والأربعين والحادي والخمسين لأتلانتا، جورجيا. امتدت فترتي ولايته من عام 1937 إلى عام 1941 ومرة أخرى من عام 1942 إلى عام 1962، مما جعله عمدة البلدة الأطول خدمة في المدينة. 
سُمِّيَ مطار هارتسفيلد-جاكسون أتلانتا الدولي على شرف هارتسفيلد وكذلك تكريمًا لرئيس البلدية اللاحق ماينارد جاكسون، الذي قاد عملية تحديث المطار في السبعينيات.

## روابط خارجية
- موسوعة جورجيا الجديدة، السيرة الذاتية
- ستيوارت أ. روز مكتبة المخطوطات والمحفوظات والكتب النادرة ، جامعة إيموري: أوراق ويليام بيري هارتسفيلد، حوالي ستينيات القرن التاسع عشر إلى عام 1983